# Gyulaháza, Szabolcs-Szatmár-Bereg
Gyulaháza  este un sat în districtul Kisvárda, județul Szabolcs-Szatmár-Bereg, Ungaria, având o populație de 2.045 de locuitori (2011). 

## Demografie
Componența etnică a satului Gyulaháza
     Maghiari (96,87%)
     Romi (2,58%)
     Alții (0,55%)
Componența confesională a satului Gyulaháza
     Reformați (52,52%)
     Romano-catolici (13,5%)
     Greco-catolici (7,78%)
     Fără religie (2,59%)
     Necunoscută (23,42%)
     Atei (0,2%)
     Alte religii (0,78%)
Conform recensământului din 2011, satul Gyulaháza avea 2.045 de locuitori. Din punct de vedere etnic, majoritatea locuitorilor (96,87%) erau maghiari, cu o minoritate de romi (2,58%).  Din punct de vedere confesional, majoritatea locuitorilor (52,52%) erau reformați, existând și minorități de romano-catolici (13,5%), greco-catolici (7,78%) și persoane fără religie (2,59%). Pentru 23,42% din locuitori nu este cunoscută apartenența confesională.